# Giovan Battista Spinelli

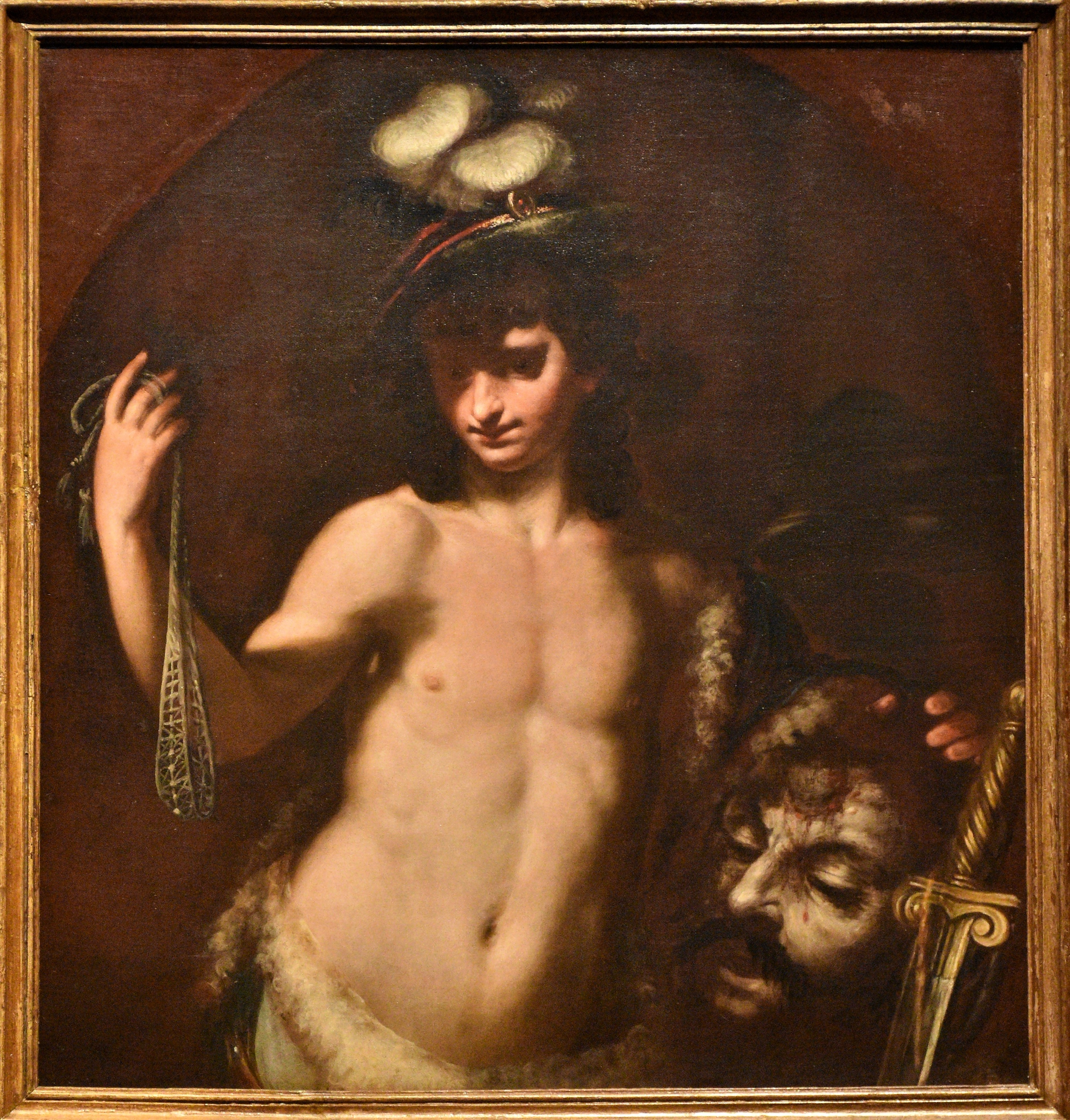
David con la testa di Golia, Museo di Capodimonte, Napoli

Giovan Battista Spinelli (Chieti, 1613 – Ortona, 1658) è stato un pittore italiano.

## Biografia

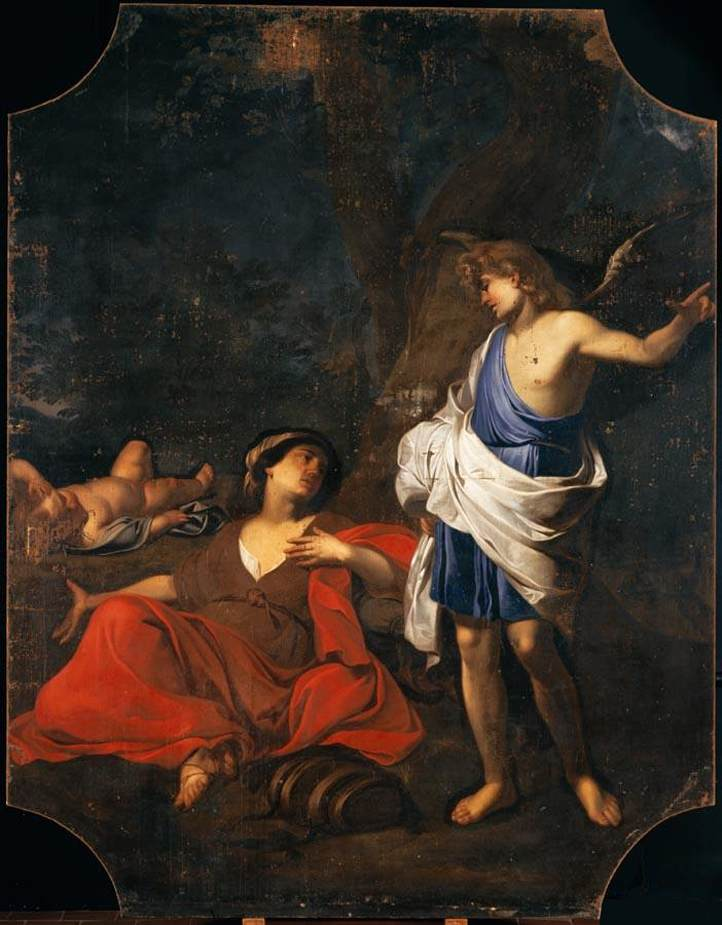
Agar e l'Angelo, prima metà del Seicento

Giovanni Battista Spinelli apparteneva ad una famiglia bergamasca molto facoltosa. Suo padre, Sante Spinelli, si trasferì da Bergamo a Chieti dove fu mercante di granaglie. Sua sorella Caterina sposò il barone Ludovico de Pizzis di Ortona. Giovan Battista nacque nel palazzo Sirolli, in piazza San Giustino, come ricorda una targa.
Lo Spinelli si affermò come artista in tutto l'Abruzzo. Ad Ortona nella Chiesa della SS. Trinità, si trovano una Incoronazione di Maria e altri dipinti, realizzati intorno al 1630; in diverse chiese di Ortona, Chieti e Penne si possono ammirare altre tele di epoca successiva. Infatti l'ultimo periodo della sua vita fu speso tra Lanciano e Ortona, dove morì. Fu sepolto nell'ex chiesa di San Domenico nel quartiere Terravecchia, oggi sede della Biblioteca diocesana.

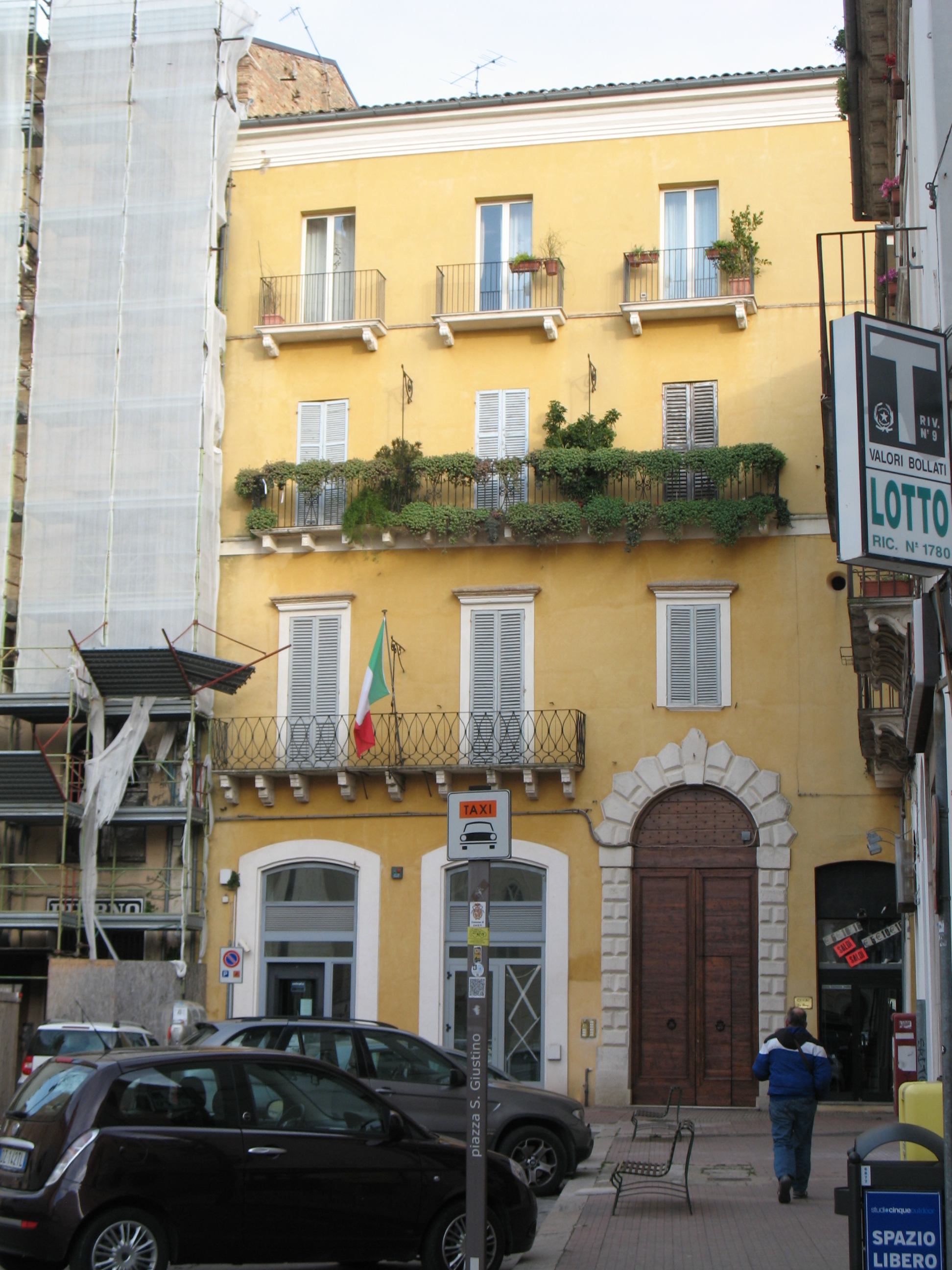
Palazzo Sirolli a Chieti (piazza San Giustino), casa natale dello Spinelli

Intorno al 1630, lo Spinelli si trasferì a Napoli e conobbe Giovan Battista Caracciolo e Massimo Stanzione, di quest'ultimo viene considerato da Bernardo De Dominici come l'ultimo dei discepoli. Dai due artisti partenopei acquisì una diversa concezione compositiva, pur mantenendo una sua indipendenza cromatica.

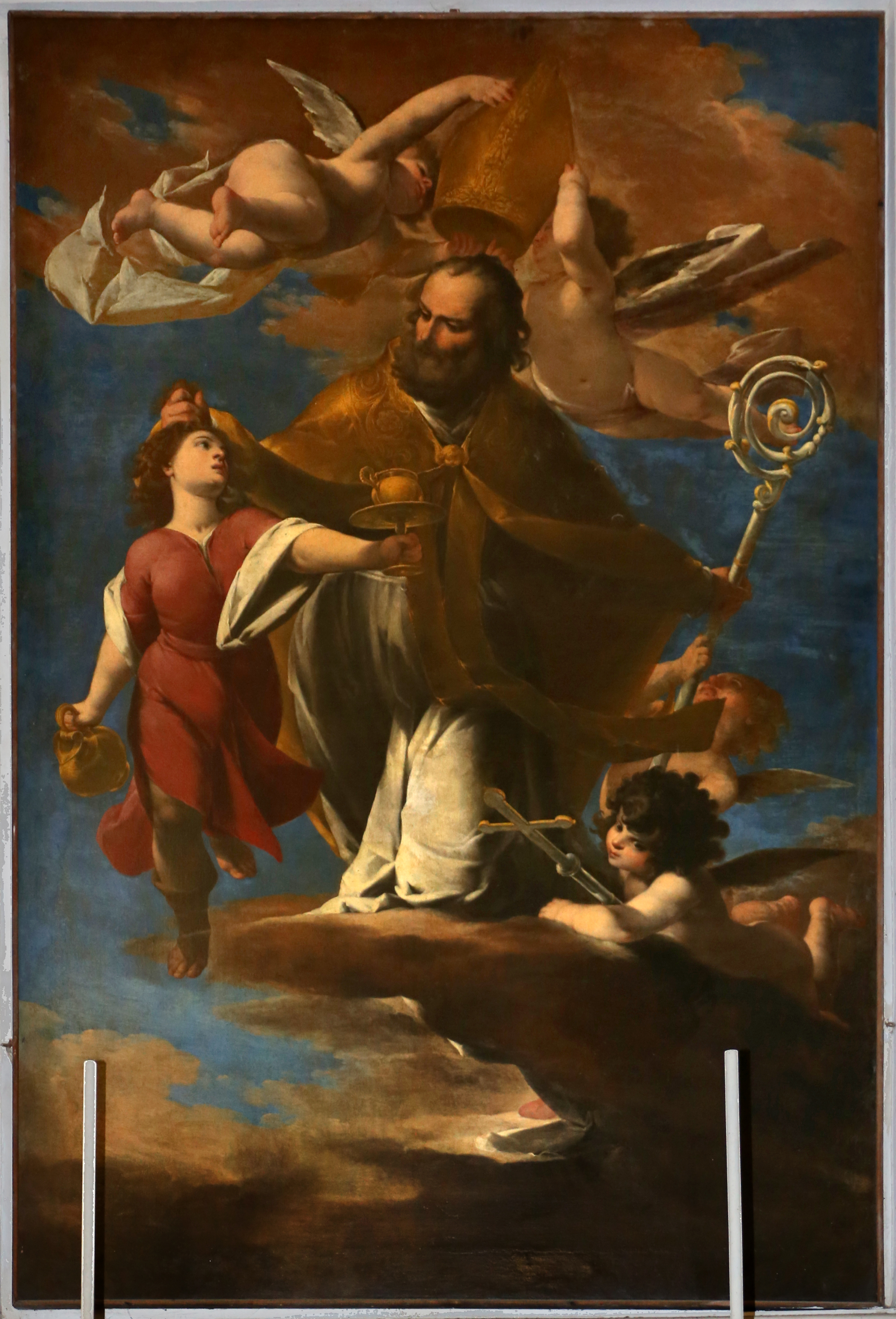
Tela di San Catello e della Beata Vergine Assunta, Duomo di Castellammare di Stabia

Negli ultimi anni, grazie agli studi e approfondimenti di Roberto Longhi, Walter Vitzthum e Nicola Spinosa, lo Spinelli è riemerso come figura di spicco del Seicento napoletano, per la sua abilità di disegnatore, ma principalmente per le caratteristiche fisiche e fisionomiche delle sue figure. Pertanto, dopo essere stato per secoli ignorato dalla critica, Spinelli è riapparso come un'artista originale influenzato dalle immagini che gli pervenivano dallo studio dei manieristi nordici, da Luca da Leida a Hendrick Goltzius, da Jacob Matham a Heinrich Aldegrever.
Numerose sue opere si trovano a Castellammare di Stabia e in chiese e collezioni private di Napoli. Due grandi composizioni sono presenti nella Galleria degli Uffizi a Firenze: il Trionfo di David e David che placa Saul. Altre opere sono: il Santo Stefano di una collezione privata a Firenze,  un quadro conservato nella quadreria dell'ospedale di S. Maria del Popolo agli Incurabili, l’Adorazione dei pastori conservato alla National Gallery di Londra.
Secondo il De Dominici, lo Spinelli morì a Ortona il 20 novembre 1647, all'età di circa 50 anni; mentre secondo studi più recenti egli sarebbe stato ancora in vita nel 1658.

## Opere

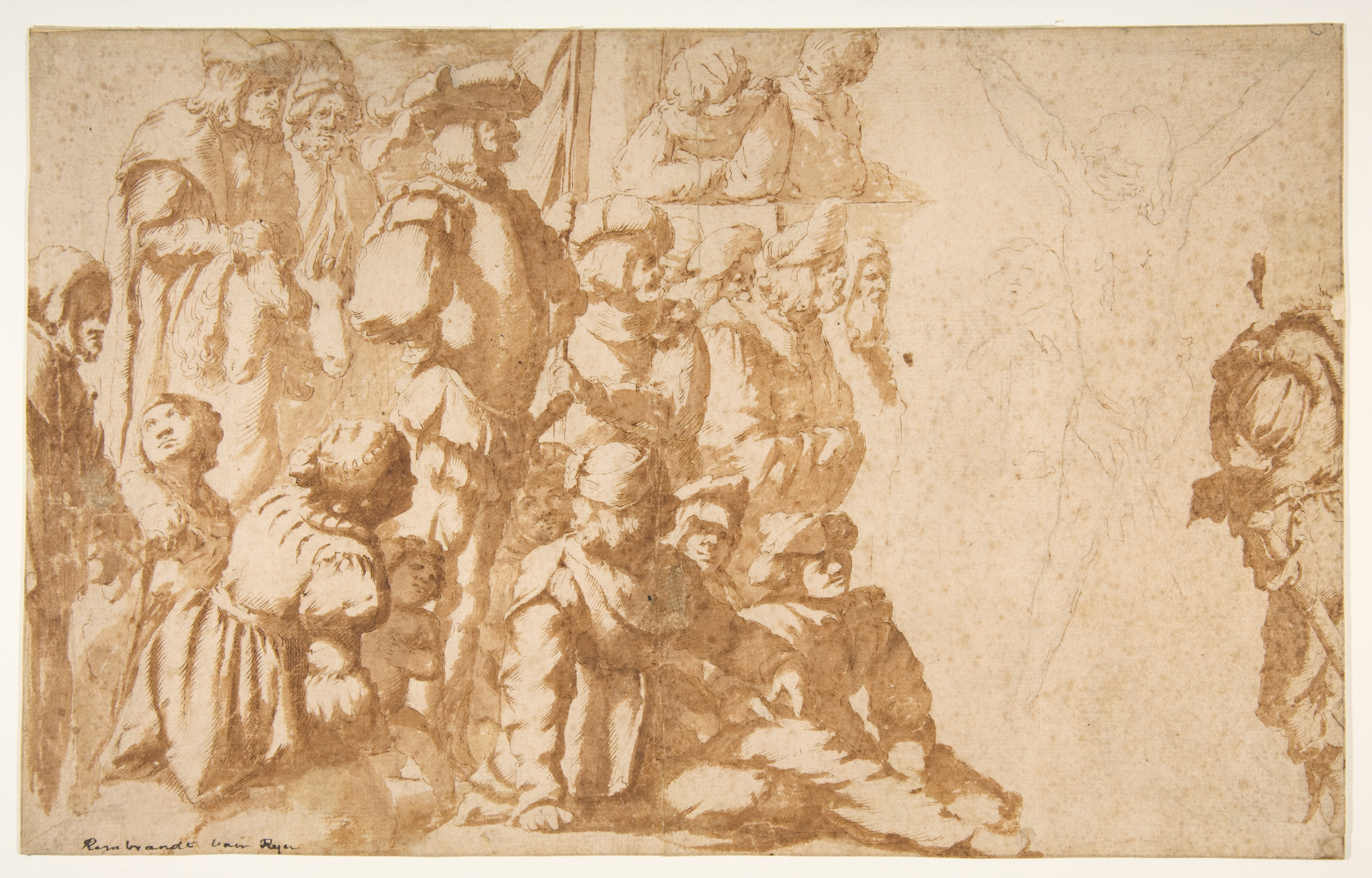
Studi in foglio per il Martirio di Sant'Andrea

- San Matteo e l'angelo, fogli (1616), Gabinetto degli Uffizi (Fondo Santarelli), Firenze
- Resurrezione di Lazzaro, fogli (1617 ca.), collezione Tessin, National Museum di Stoccolma e National British Museum di Londra
- Studio di figure e Assunzione della Vergine, Collezione Leopoldo de Medici, Firenze
- Madonna col Bambino tra angeli, con San Giovannino e Santi Luca, Marco e Alessandro - cappella San Marco, chiesa di San Francesco al Corso, Chieti (1641)
- Due tele per la chiesa dell'Annunziata di Napoli, 1642, perdute nell'incendio del 1757
- Mosè salvato dalle acque, 1640-42, olio su tela, 148 x 204 cm, Collezione privata
- Susanna e i vecchioni, 1640-42, olio su tela, 148 x 204 cm, Collezione privata
- Pala d'altare di San Nicola che salva il fanciullo coppiere - Duomo di Castellammare di Stabia, cappella De Rogatis, 1643?
- Sacra Famiglia con simboli della Passione, sagrestia dei Santi Alfonso e Antonio a Tarsia, 1643 ca.
- Loth e le sue figlie, Napoli, collezione Pisani
- Susanna e i vecchioni, Torino, collezione privata
- Aman implora Ester alla presenza di Assuero, Napoli, collezione privata (1649?)
- David e la testa di Golia, Museo di Capodimonte, Napoli (1650?)
- Giuditta con la testa di Oloferne, Napoli, collezione privata (1651?)
- David festeggiato della fanciulle ebree, collezione Baratti, Napoli
- David placa Saul con l'arpa, Napoli, collezione Baratti (1653?)
- Madonna con il Bambino e i santi Carlo Borromeo e Agostino, Napoli, Oratorio della Confraternita dei Bianchi di Sant'Antonio in San Severo fuori le mura [1]

Ambito abruzzese
- Pala d'altare della chiesa di Santa Caterina d'Alessandria, Ortona, 1655?
- Polittico dell'Incoronazione della Vergine tra Santi Francesco d'Assisi, Antonio di Padova, Bartolomeo apostolo e Simone apostolo - chiesa della Santissima Trinità, Ortona, conservata nel Museo diocesano del Duomo di Ortona
- San Giuseppe e San Pietro con San Luigi, chiesa della Madonna del Carmine, Ortona, ora nel Museo diocesano; faceva parte di un trittico distrutto nel 1943, con al centro San Nicola e Santa Caterina martire adoranti al Vergine col Bambino, nello scomparto di destra c'era San Tommaso patrono con San Francesco di Paola e Sant'Antonio di Padova
- Polittico della Madonna col Bambino tra San Francesco, Sant'Antonio di Padova, San Felice con in cima l'Eterno Padre, convento dei Cappuccini di San Bartolomeo, Lanciano, ora nel museo civico diocesano (1657?)
- Alcune tele private nella collezione Dragonetti, L'Aquila